# Мертесдорф
Мертесдорф (нем. Mertesdorf) — община в Германии, в земле Рейнланд-Пфальц. 
Входит в состав района Трир-Саарбург. Подчиняется управлению Рувер.  Население составляет 1669 человек (на 31 декабря 2010 года). Занимает площадь 6,47 км².

## Галерея

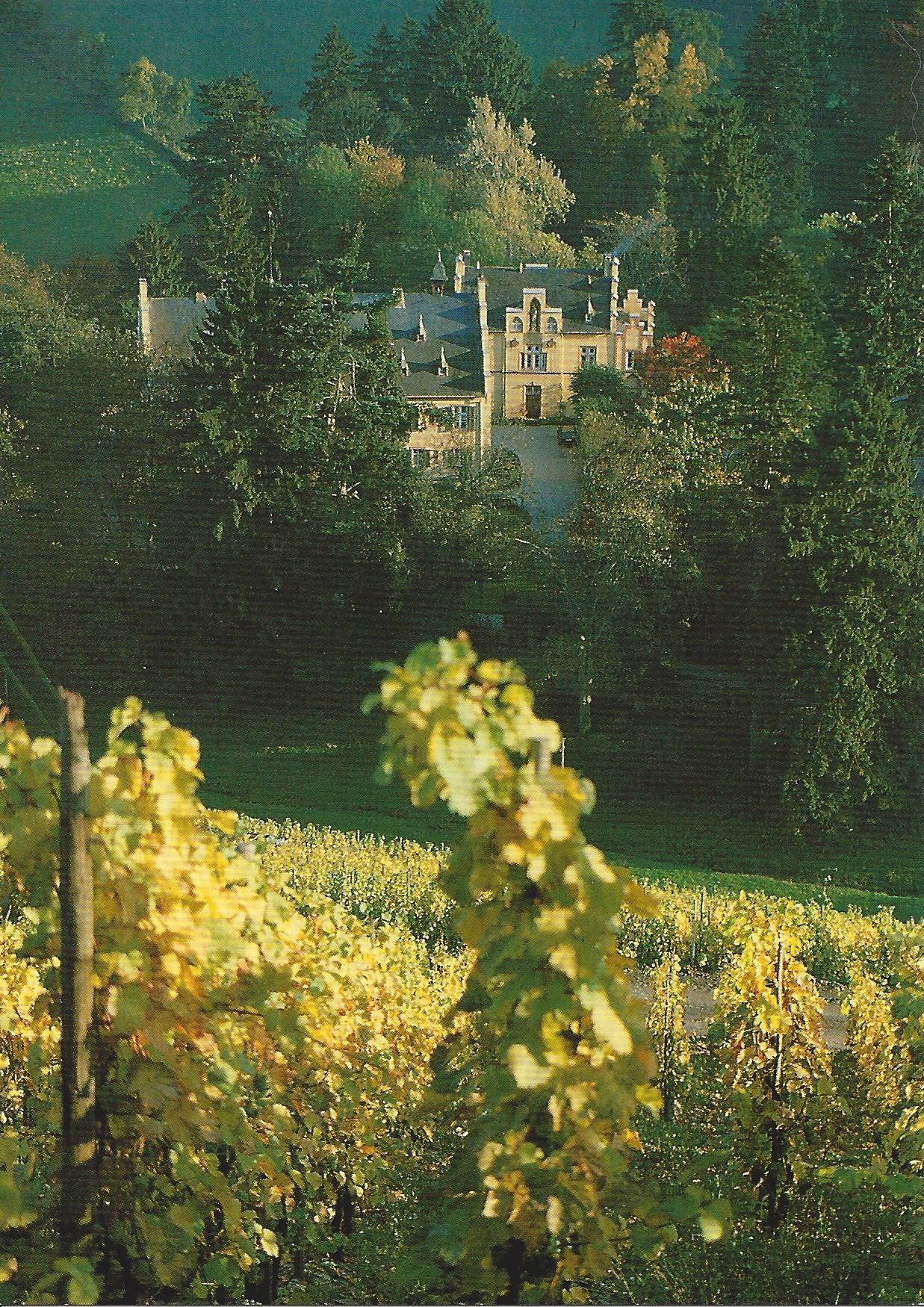
Замок "Грюнхауз"
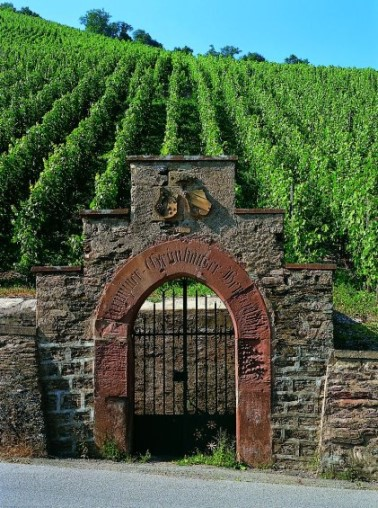
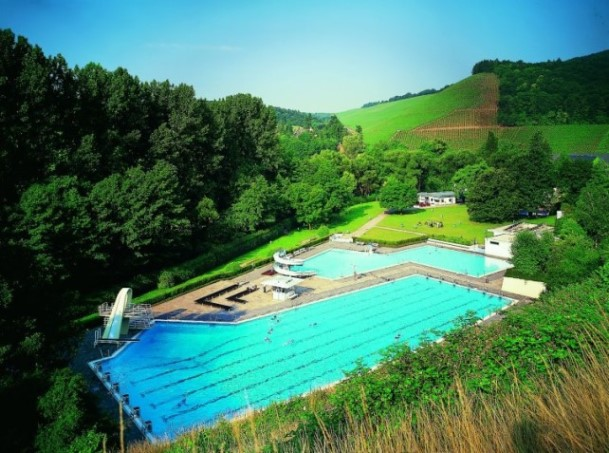
Открытый бассейн